# Блынский, Сергей Геннадьевич
Сергей Геннадьевич Блынский (1973 — 28 августа 2012, посёлок Белиджи, Дербентский район, Дагестан, Россия) — сотрудник Министерства внутренних дел Российской Федерации, подполковник полиции, участник антитеррористических операций в период Второй чеченской войны, погиб при исполнении служебных обязанностей, кавалер ордена Мужества (посмертно).

## Биография
Сергей Геннадьевич Блынский родился в 1973 году в городе Рубцовске Алтайского края. Окончил среднюю школу № 10 в родном городе. В 1994 году поступил на службу в органы Министерства внутренних дел Российской Федерации. Начинал милиционером в батальоне патрульно-постовой службы Управления внутренних дел города Рубцовска. С 1995 года служил в подразделениях специального назначения Главного управления внутренних дел Алтайского края. Был оперуполномоченным оперативно-боевого отделения специального отряда быстрого реагирования Управления по борьбе с организованной преступностью, оперуполномоченным по особо важным делам группы профессиональной подготовки Отряда милиции особого назначения, начальником боевого отделения Отряда милиции специального назначения.
В общей сложности Блынский девять раз командировался в зону проведения контртеррористической операции на Северном Кавказе, принимал активное участие в ликвидации незаконных вооружённых формирований сепаратистов. Многократно удостаивался благодарностей и поощрений от командования.
Трагически погиб во время девятой по счёту командировки на Северный Кавказ. 28 августа 2012 года Блынский и ещё четверо его сослуживцев были убиты сержантом контрактной службы Р. Алиевым, который в свою очередь был уничтожен ответным огнём коллег погибших. Происшествие случилось в пункте дислокации Алтайского СОБРа в посёлке Белиджи Дербентского района Республики Дагестан.
Похоронен на городском кладбище города Рубцовска Алтайского края.
Был награждён медалью ордена «За заслуги перед Отечеством» 2-й степени, двумя медалями «За отвагу», медалью «За отличие в охране общественного порядка» и другими медалями и знаками отличия.

## Память
- В честь Блынского названа улица в городе Рубцовске Алтайского края[2].
- Мемориальная доска в память о Блынском установлена на здании Рубцовской средней школы № 10[4].